# 择天记角色列表
以下记述着猫腻所著作小说《择天记》故事中的人物列表。

## 国教学院
| 角色     | 介绍 | 动漫声优 | 电视剧演员          | 备注  |
| -------- | --- | -------- | ------------------- | ----- |
| 陈长生   | 男主角，是陈玄霸死后的三滴血，由黑袍与计道人送到圣光大陆灌输无数圣光形成果子，经一女人代孕所生的产物。婴儿时经河流而下被计道人所救，通读道藏三千，知自己活不过二十岁。十四岁离开计道人到神都学习，终成正统国教继承人，第五代教宗，直至贯通五个世界的大能力者                                                                                | 沈达威   | 鹿晗 (少年：楊曾曦) | [ 1 ] |
| 唐棠     | 自称唐三十六，英俊潇洒，风流倜傥。汶水唐家继承正统血脉，庵外桃花说别离，喜欢自己的小姑，桃花庵的姑娘，最后和她在一起。为人放荡却极讲义气，话唠，某种意义上的嘴强王者，汶水唐家公子，曾青云榜第三十六位，是长生第一个朋友，国教学院第四位学生。前青云榜上位列三十六，现青云榜第三十二位                                                      | 夏磊     | 曾舜晞              |       |
| 白落衡   | 又名落落，母亲是圣人牧夫人，父亲是圣人白行夜，妖族公主，八百里红河两岸都是她的封土。青雲榜第九位，現青雲榜第二位，徐有容聚星成功離開青雲榜後為第一位。 在长生救下她一次后发现长生天才，撒娇卖萌要成为长生的徒弟，国教学院第二位弟子。曾居住百草园，后回到白帝城。在白帝城遵师命反对嫁给魔君，大战结束后因母亲死去心情低落，就留在了白帝城。 | 醋醋     | 吴倩                |       |
| 轩辕破   | 真元沛、力大是熊族重点培养的未来，国教学院第三位弟子，青云榜一百四十八位。落落的徒弟，老实憨厚，性情有些木讷却不笨。是个很简单的人，不会想太复杂的事。皮糙肉厚身材极魁梧，满脸胡须，长生等人平时喜欢打趣他，也很疼他。 | 黑石稔   | 高瀚宇              |       |
| 斡夫折袖 | 在魔族荒野里以冷酷神秘著称的天才强者，被称为疯狂的折袖。常年在边境追杀魔族士兵。他是狼族与人族混血的妖人，精神与身体双重折磨，无时无刻不“心血来潮”。因為混血的關係，經脈存在問題，來到京都請陳長生改善經脈。 |          | 具賢皓              |       |
| 伏新知   | 陈长生与唐三十六在国教学院招生之后，进入国教学院的新生 |          |                     |       |
| 陈富贵   | 陈长生与唐三十六在国教学院招生之后，进入国教学院的新生 |          |                     |       |
| 金玉律   | 又称金长史，实力很强，其身法是世间最快，妖族四大神将之首，也是资历最老最深的元老大将，在人族妖族并肩对抗魔族时三次出任粮草官无一次延期。太宗亲赞其“金科玉律”，当年他对白夜行说过，娶妻当娶贤，白帝旨意只要他认为是错的就不会接受。所以白行夜始终都不喜欢他，他多年来对牧夫人多番针对。                                                      |          | 高圣远              |       |

## 天道院
- 庄副院长（声优：王宇航）
- 唐家二爷

修行天赋最高，现任天道院院长。
- 茅秋雨（聲優：海帆）

天道院院长，在长生入京都后的一系列事件中态度不明。实力与金玉律相当。因一个圣堂大主教仙逝而升任国教英华殿主教。后来破入从圣境。
- 换羽（聲優：阿杰，電視劇演员：宇梁）

天道院的大师兄，天道院副院长庄之涣的儿子。前青云榜第十，现青云榜上排名第十一。
- 刘重山

天道学院学员。
- 木怒

天道院在换羽之前最强的一名学生。
- 关白

逍遥榜上的高手。

## 摘星学院
- 王之策

曾为摘星学院教习。前半生默默无名，做着普通的文书工作。四十岁时，忽而京都夜有长啸，他一夜悟道，开始修行。最后更成为人类联军的副统帅，救人族于危难之际。
- 陈观松

前任院长。
- 赫明神将

副院长。

## 离宫附院
- 无穷碧

前八方风雨之一，离宫附院学生。
- 司源道人

国教六巨头之一，离宫附院学生。
- 别天心

别抒天心、算尽人心，前离宫附院学生。
- 苏墨虞（電視劇演员：任豪）

青云榜上排名三十三，在离宫附院的地位和庄换羽在天道院时相仿，在青藤宴第二场武试拿首名。後轉至國教學院就讀，終成為國教學院副院長。

## 宗祀所
- 周自横

折冲殿的教士。
- 年光

天书陵碑侍，宗祀所学生。
- 天海牙儿

## 槐院
- 钟会

青云榜排名第九，与陈长生同期参加大朝试，获得首榜第三。
- 霍光（電視劇演员：趙志偉）

槐院学员。
- 纪晋

天书陵碑侍，为槐院教习。
- 王破（電視劇演员：南伏龍）

原逍遥榜榜首，号“天凉王破”，曾在唐家做账房先生，后来去了南方用十年的时间就拥有了半座槐院。

## 陈长生有关人物
- 徐有容 （声优：杨梦露，電視劇演员：古力娜扎 (幼年：呂晨悅)）

女主角，现任南方圣女，太宰孙女，神将之女。為天凤转世之身，拥有难以想象的天赋血脉，极幼时便洗髓成功，随光明神教南溪斋前代圣女学习神语，六岁便入门，十岁便参与到天书的编译解释工作当中。
- 霜儿（声优：鬼月，電視劇演员：于洋）

徐有容的贴身丫环，她一直觉得长生配不起小姐，而长生在京城中的一些事也是她告知有容的。
- 人 （声优：谢添天/冯骏骅(幼年)，電視劇演员：付嘉/劉若谷(幼年)）

陈长生的师兄，特别爱护陈长生，养大了陈长生。拥有一把极其锋利的剑，赠与陈长生，被命名为“无垢”。余人凄惨，亦孤苦、但性格亲和、平易近人、情绪亦激烈、而英俊潇洒，身体有残疾，但其实能说话，修为深不可测，成功应付了相王的叛乱。
- 商行舟 （声优：海帆，電視劇演员：曾志伟）

又名计道人，大陆道尊，前国教学院院长。无比俊美，更流露出一种高山般的气质。从圣境，主角师傅，医术高超，可与黄金巨龙交战，通晓龙语。与尘儿关系微妙，对她评价刻薄却又惺惺相惜，两人不共戴天却又隐隐呼应数百年。是教宗大人的同门师兄，与唐经天、王之策、白行夜是故交。活了约千年。心狠手辣，以自己养了十几年的弟子陈长生为棋子，心中只为了陈氏皇族能够崛起，也为了自己消灭魔族的目标。

## 皇宫
- 莫雨（声优、演员：许龄月(龟仙人)）

生世坎坷。圣后在位时，得其信任，代为处理政务。修为在全书保持聚星境。曾与主角陈长生关系暧昧。圣后死后，与深爱自己的娄阳王成婚，目前已怀孕，协助新帝余人处理政务。事业、爱情双丰收，结局良好。
- 天海幽雪  （声优：鬼月，電視劇演员：陈数）

圣后，五圣人之一，凤凰血脉，成功逆天改命的人，大陆第一美人，夺取陈氏皇朝登基为圣后成为大周朝的统治者，霸道无双，心狠手辣。被征伐前她已达到神隐境，强行堕境只为替长生逆天改命（曾以为长生是自己的亲生儿子），以一己之力镇压叛乱和寅、商行舟、陈氏皇族余党大战，最后被汗青以霜余神枪偷袭重伤而亡，现已回归星海。
- 平国公主

天海圣后的女儿，陈留王的娇妻。如花似玉，容颜艳丽，年岁不大，眉眼间却自然有抹挥不去的风情。实则为天海承文之女，天海沾衣之姐。住在小明宫，与莫雨关系并不怎么亲近，只因圣后娘娘的缘故，才维持着表面的热情与客套。大概出于天海圣后对徐有容的喜爱的嫉妒或者是小时候打架输给了徐有容，一直以来也不喜欢徐有容。青藤宴最后一晚，为让莫雨困住陈长生，故意将落落引离陈长生的身边。圣女回京后，代表相王府与天海家交涉。
- 陈留郡王 （声优：轻薄の假相，電視劇演员：祖懷）

相王世子，已迎娶平国公主。长相清俊，如春风拂面。皇族最后一次试图将圣后娘娘从龙椅上请下来的举动被血腥的镇压之后，所有皇族三代以内的子弟，都被尽数请出京都，往各州郡被监视居住，只有相王府的世子陈留因为年龄太小被留在了京都的王府里。圣后娘娘对其态度不明，曾经不顾众人反对坚持通幽成功，是陈氏王族国教旧派的代表人物。
- 周通（電視劇演员：王茂蕾）

圣后的走狗，周狱的主人，独门心法「大红袍秘法」，后来背叛圣后毒死亲哥哥薛醒川。之后被莫雨追杀致重伤，被长生斩首而死。

## 五圣人
- 天海幽雪  （声优：鬼月，電視劇演员：陈数）

圣后，五圣人之一，凤凰血脉，成功逆天改命的人，大陆第一美人，夺取陈氏皇朝登基为圣后成为大周朝的统治者，霸道无双，心狠手辣。被征伐前她已达到神隐境，强行堕境只为替长生逆天改命（曾以为长生是自己的亲生儿子），以一己之力镇压叛乱和寅、商行舟、陈氏皇族余党大战，最后被汗青以霜余神枪偷袭重伤而亡，现已回归星海。
- 寅行道 （電視劇演员：张兆辉）

五圣人之一，从圣巅峰境，国教第四位教宗，商行舟师弟，在很多年前的那场叛乱中坚定不移的支持天海，才造就如今的太平盛世。在大朝试中屡次帮助长生，已回归星海中。
- 南方圣女

徐有容师父，苏离师妹，苏离被魔族围攻后被多名仇家追杀，圣女将其从朱洛和观星客手中救出，五圣人之一。喜欢苏离。现与苏离遨游圣光大陆。
- 白行夜（電視劇演员：王策）

现任白帝，妖族之主，五圣人之一，是一位修为惊天动地的大妖。站在风雪里，如果不走到最近处，根本无法发现他的存在。风雪漫天，浑体皆白，从头发到衣衫，从眉到唇，都是白色。不是被雪涂成的白色，那种白比雪还要更加白，白的瘆人，白的煞人。煮石大会期间拦截退去的魔君，打伤魔君。白帝城事件，杀死牧夫人。
- 牧夫人（電視劇演员：龚蓓苾）

闺名云儿。她天赋高、血统好，有能力、极聪慧，而且美丽，与白帝结合，可以生出最优秀的后代。被微雪与碎云撕裂的星光，落在牧夫人的衣衫上，美丽的仿佛并非真实。五圣人之一，大西州长公主殿下，白行夜之妻，做了数百年的妖族皇后。其精神世界与众不同，其父母已仙逝。大西洲皇族向来以正统自诩，她这一系更是有秀灵族的血统，和相族族长合作谋逆囚禁白帝，后因逼落落嫁给尼禄失败，最终被丈夫杀死。

## 天海家
- 天海承武（电视剧演员：任山）

天海胜雪之父，天海家当代家主，在他的带领下天海家越发兴盛，甚至有时候人们会忘记他是圣后的侄儿。
- 天海胜雪

天海家的二少爷。肌肤胜雪，长相迷人。在军中效命，他的修行境界在天海家第三代里是最强的，曾青云榜排名第十二，如今更是点金榜里有位次的强者。姑奶奶是圣后。爷爷是天海佑国，在大朝试中用一次不战而降换得落落的一个承诺。常年在拥雪关磨练，随身跟随着大陆神将费典。圣女回京后选择支持国教学院。
- 天海牙儿（声优：松阪牛，电视剧演员：曲哲明）

圣后娘娘的侄孙，為天海家年轻一代最具修道潜力，为宗祀所学生。
- 圣后

## 唐家
- 唐三十六
- 唐家二爷

## 别家
- 别天心

父亲为别样红，母亲为无穷碧，均为八方风雨中的人物。曾经离宫附院最强者。
- 野兴庆

仆人。

## 莫家
- 莫文山

昭明学士莫文山，大周朝一代文宗。
- 莫雨

## 秋山家
- 秋山源信（声优：王宇航）

秋山家的族长。

## 徐家
- 徐太宰 （电视剧演员：賀镪）

徐有容祖父，因救命之恩，让有容与长生定有婚约。
- 徐世绩
- 徐夫人（电视剧演员：童彤）

徐有容之母，不認同有容祖父所定婚約。
- 徐有容

## 天书陵
- 年光

天书陵碑侍。
- 纪晋 （电视剧演员：郭家諾）

天书陵碑侍。
- 小松宫（电视剧演員：foxman1）

离山长老。

## 国教
- 华介夫

国教浔阳城主教。

### 六巨头
- 凌海之王

有军方背景的人。
- 白石道人

原来是寅最忠诚的下属，但寅死后暗中投靠了计道人。在汶水被识破后被陈长生赐死。
- 司源道人

在陈长生出现之前和凌海之王被认为是最有希望继承教宗位置的两个人。

## 神国七律
- 秋山君（电视剧演员：张峻宁）

神国七律之首，据说是神龙转世之身，乃是长生宗本代大弟子，随南方教派长老修行，十八岁，被公认为是今后数百年，东土大陆最有可能成为最强者的人选。帮助人族和妖族夺到了周园的钥匙。点金榜魁首，实力强大。佩剑为龙鳞剑，但是平时都用一把普通的剑。迷恋徐有容，黑袍称其为情痴，曾失踪五年，期间化名罗布在人族前线与魔族交战，救了长生和南客，后在唐家替长生解围，聚星巅峰境。北伐战争时，镇守离山山门。北伐后，前往北海寻找八大山人，与南客相守半生。
- 苟寒食（声优：谢添天，电视剧演员：馮荔軍）

神国七律第二，只在秋山君之下。此人学识渊博，通读道藏，在离山年轻一代弟子甚至别的宗派年轻弟子心中的地位极高，算是大脑一般的角色。已入点金榜，大朝试首榜第二，因为生死观的不同输给了陈长生。后留天书陵悟道，离山乱后赶回离山，后前往参加煮石大会，聚星巅峰境。
- 梁笑晓

神国七律第三，上届大朝试首榜首名，第五律梁半湖之弟，魔族奸细，在周园偷袭陈长生、七间与折袖。因梁王府被苏离灭门背叛人族。并以死亡为代价诬陷、陷害折袖、七间、陈长生。
- 关飞白（声优：Mario，电视剧演员：權沛倫）

神国七律第四，在青云榜上恰好也排在第四，其人骄傲冷酷，暴躁易怒。仰慕秋山君，所以用剑也是一把普通的剑，后得长生赠剑“破军”，聚星巅峰境。参与北伐战争。
- 梁半湖

神国七律第五，在大朝试中输给了七间。梁笑晓的哥哥，性格腼腆，聚星巅峰境，在北伐战争中阵亡。
- 白菜

神国七律排名第六，离山乱时与离山剑宗掌门共同抵制叛乱。参与北伐战争。
- 七间（声优：冯骏骅，电视剧演员：尤靖茹）

神国七律里最小的人，是离山剑宗掌门的关门弟子，苏离与魔族公主之女，曾青云榜第十，大朝试中胜过第五律梁半湖。在大朝试与折袖似乎结下了不小的梁子。天书陵中看到第四碑，仅次于陈长生和苟寒食。和折袖一起在日不落草原共历生死，产生爱慕情愫。后回到离山，现已与折袖重逢。

## 大陆三十八神将
- 徐世绩（声优：王宇航）

为人谄媚。大陆三十八神将之一，东御神将。是圣后的得力助手，生了一个好女儿徐有容。后讨伐圣后的战争中背叛圣后。
- 薛醒川（演员：王鉑清）

大周御天神将。
- 费典

瘦高老人。
- 秦重

大周太宗皇帝身边最强大的两名神将之一。
- 雨宫

大周太宗皇帝身边最强大的两名神将之一。
- 薛河

第二十八神将。

## 魔族
- 行山冬

是位很秀气的书生，北方魔界之主，当初被周独夫重伤，沉睡四百年才醒来，沉默看着南方，世间至强者之一，主黑色，身形本体托体同山阿，莽莽然一片夜色，大氅动则天地阖。与白帝大战受创，后魔界叛乱时被南客救走，在与陈长生对战时，被其最小儿子以星空杀及一把龙须剑重创死于雪岭。
- 魔帅

魔族军队统帅，权势武力均不弱于黑袍，二人势同水火斗了数百年，全靠魔君制衡。后与黑袍同时效忠尼禄发起叛乱。被魔君称其为“大丫”，真实身份是魔族公主，行山冬的妹妹，尼禄的大姑。
- 尼禄

前代魔君最小的儿子，黑袍和魔帅最信任的后代，生的很英俊，十分迷恋徐有容，趁其父重伤发动叛乱，亲手杀死父亲后获得前代魔君的肯定继任新君。欲与妖族联盟而相与落落联姻。肉身拥有难以想象的强度。
- 南客 （电视剧演员：姚笛）

魔君第三十七个女儿，黑袍的弟子，身具孔雀的血脉天赋，所以取名南客，率领魔族第二十三魔将、二十四魔将和她的双翼、抚琴老者进入周园刺杀人类未来的希望，被陈长生万剑打败。魔君被杀后为治病与陈长生合作，二次觉醒神魂带长生逃走却因此变为痴呆，现与长生同行，已被陈长生带到离山，托付给七间。
- 耶识 （声优：黑石稔，电视剧演员：李超）

黑袍，黑衣人，军师。
- 耶识呼阑

周园幸存者，被玄幽子囚于丹炉三十年，后被长生所救后，死于南客手上
- 耶识檀律 （电视剧演员：顾又铭）

魔族人，被黑袍派往大周首都刺杀落落，但由于陈长生的介入而告失败，被薛醒川擒获带走，送入清吏司，然而他却不知道，这一切也不过是黑袍所布之局的一部分。
- 汗青

前魔族太子，流落大周后被太宗救起后成为大周第一神将，天书陵之变中背叛圣后，回到雪老城试图争夺皇位，最终死在新魔君之手。
- 海笛

魔族第二魔将，汗青原来的属下，雪岭一战被魔君重创，后死于魔帅之手。
- 幽竹

魔族北斗七杀之一，被秋山诛杀。
- 猿飞

魔族北斗七杀之一，被秋山诛杀。
- 玄冥

魔族北斗七杀之一，被秋山诛杀。
- 莲 （电视剧演员：吉丽）

魔族北斗七杀之一。
- 无面 （电视剧演员：徐嘉蔓）

魔族北斗七杀之一。
- 琴律 （电视剧演员：吴雅君）

魔族北斗七杀之一。
- 玄幽子 （电视剧演员：白海涛）

魔族八大护法之一，冒充妖族，优秀炼丹师，想解决妖族经脉结症，被秋山诛杀。

## 其他
- 肖张

与王破、荀梅同一时代的强者，号“画甲肖张”。
- 白海

落阳宗长老。
- 墓老板

点金榜上的强者，排名二十七，聚星初境，墓木森，事实上，做坟墓生意的老板。
- 梅里砂（声优：海帆）

教枢处的主教。
- 辛教士 （声优：夏磊，电视剧演员：白翔）

离宫教谕。
- 太祖

大周朝的建立者，他当年是天水郡郡守，因与废帝某宠妃有亲故而颇受信任奉命守城，数年不敢出歧山一步，数年过去大陆风云突变，群雄交战不休，各势力损失惨重，他在天水郡休养生息渐趋强大，某一日他率着三万大军东出歧山一举连克十七城，又与南方诸世家联盟，得到道门信徒的全力支持，在洛阳城外大胜以悍勇著称的虎丘义军成功杀进洛阳城，第二年又直取京都，在天书陵前正式登基一统江山。
- 陈界姓 （电视剧演员：何中华）

太宗皇帝，大周的第二任皇帝，他有很多称号如千古明君、一代雄主。他一生的功绩里最突出最被万民传颂的是率领人族妖族联军战胜强大的魔族。
- 陈玄霸

太宗的弟弟，绝世战神，真龙血脉。不动如湖，除太宗外的陈氏一族最强者，传说中天赋之高足以惊动星海，同时还是寅在继任教宗前的守护者。后在周园与周独夫比武死在其手。
- 先帝

大周的第三任皇帝，登基四百载贵体多恙，晚年又因喜欢琴棋书画不耐政事繁杂，天海娘娘便开始代君批奏处理国事，如今细算起来，执政已有二百余年，朝政尽操其手，神将名臣多出于其门下，先帝驾崩后娘娘登基为圣后。
- 周独夫

周独夫，千年来星空下第一强者。无论人族、魔族还是妖族，或是那些生存在禁地险林里的神秘部落，全部加在一起，他都是最强者。很多年前，他飘然远去，再无消息，很多人认为他死了，很多人认为他去了别的世界，总之他离开了，便再也没有回来过。他用一整座黑矅石山来做棺木，用一片日不落的草原以为陵园，用一个世界来作自己的封土，拥有小世界“周园”。
- 朱砂 （电视剧演员：林思意）

玄霜巨龙，小黑龙，真名写成文字要写好几张纸，所以长生起了绰号吱吱和红妆，到神都捣乱杀人被王之策抓住囚禁，后某位教宗建立桐宫就把桐宫生门对向其囚禁之地。长生误入生门见到她险些身死，后达成协议时常探望她学习龙语，后长生冒死坐照濒死她用真龙之血救治。按照龙族的规矩，她这样做便是选择了陈长生做为自己的夫君，因此一直想陈长生娶她。长生对她很信任，除了师门的事什么都会向她倾诉，这点被圣后利用-圣后用抽魂之术胁迫她，为小龙状态留在长生身边收集情报。现为长生守护者。实力至少是从圣境。